# Campionat del Món de grava UCI 2023
El Campionat del Món de gravel UCI 2023 es va celebrar els dies 7 i 8 d'octubre de 2023 a Veneto, Itàlia. Era la segona vegada que es celebraven els campionats del món de bicicleta sobre grava (gravel).

## Campionat masculí
Matej Mohorič va guanyar el Campionat Mundial de Gravel UCI 2023 després de superar una caiguda i distanciar el belga Florian Vermeersch en l'última pujada a Le Serre, a 18,6 km de la meta. Vermeersch va intentar mantenir-se a prop, però un problema amb la cadena a 14,5 km del final el va retardar. Mohorič va aprofitar les seves habilitats de descens per consolidar el seu avantatge, tot i una caiguda a 3,5 km de la meta. Acompanyat per Vermeersch i Connor Swift durant gran part de la cursa, el trio es va distanciar clarament del grup perseguidor. Wout van Aert, gran favorit, va tenir un dia complicat amb caigudes i problemes mecànics, acabant vuitè. L'espanyol Alejandro Valverde, ja retirat del ciclisme de carretera professional, va finalitzar en quarta posició.

## Campionat femení
Kasia Niewiadoma (Polònia) va aconseguir la victòria en solitari al segon Campionat Mundial de Gravel UCI, obtenint el mallot de l'arc de Sant Martí després d'atacar a més de 20 km de la meta a Pieve di Soligo. La polonesa va superar Silvia Persico (Itàlia), que va acabar segona, i Demi Vollering (Països Baixos), que va quedar tercera. Aquesta victòria posa fi a una sequera de quatre anys sense triomfs, sent el seu últim èxit al Women’s Tour de 2019. El campionat va reunir un camp d’especialistes en gravel i algunes de les millors ciclistes de carretera. Malgrat l’absència de cobertura televisiva, la UCI va prometre cobertura obligatòria a partir de 2024.

## Resum de les medalles
| Event          | Or                         | Or         | Plata                    | Plata | Bronze               | Bronze   |
| Men's Events   |                            |            |                          |       |                      |          |
| Men elite      | Matej Mohorič (SLO)        | 4h 53' 45" | Florian Vermeersch (BEL) | + 45" | Connor Swift (GBR)   | + 3' 39" |
| Women's Events |                            |            |                          |       |                      |          |
| Women elite    | Katarzyna Niewiadoma (POL) | 4h 49' 44" | Silvia Persico (ITA)     | + 32" | Demi Vollering (NED) | + 32"    |